# 阿勒腾也木勒乡
阿勒腾也木勒乡，是中华人民共和国新疆维吾尔自治区塔城地区裕民县下辖的一个乡镇级行政单位。

## 行政区划
阿勒腾也木勒乡下辖以下地区：
白布谢村、克孜不拉克村、阿勒腾也木勒村、吉也克齐村和江阿不拉克村。